# Arrizala
Arrizala ou Arrizabalaga est un village appartenant à la municipalité de Salvatierra dans la province d'Alava, situé dans la Communauté autonome basque en Espagne.